# Fair-Playprijs
De Fair-Playprijs (Frans: Prix du fair-play) is een trofee die van 1986 tot 2010 jaarlijks werd uitgereikt aan de fairste speler uit de Belgische voetbalcompetitie.
Pär Zetterberg, de gewezen spelmaker van RSC Anderlecht, is recordhouder met zes trofeeën. Simon Tahamata, Marc Degryse en Frédéric Herpoel wonnen de trofee elk twee keer.

## Erelijst
| Jaar | Winnaar               | Club               | Nationaliteit   |
| ---- | --------------------- | ------------------ | --------------- |
| 1986 | Jan Ceulemans         | Club Brugge        | Belg            |
| 1987 | Danny Veyt            | KSV Waregem        | Belg            |
| 1988 | Willy Wellens         | Beerschot VAV      | Belg            |
| 1989 | Michel Preud'homme    | KV Mechelen        | Belg            |
| 1990 | Jean-François De Sart | Club Luik          | Belg            |
| 1991 | geen uitreiking       | geen uitreiking    | geen uitreiking |
| 1992 | Alain De Nil          | Cercle Brugge      | Belg            |
| 1993 | geen uitreiking       | geen uitreiking    | geen uitreiking |
| 1994 | Simon Tahamata        | Germinal Ekeren    | Nederlander     |
| 1995 | Simon Tahamata        | Germinal Ekeren    | Nederlander     |
| 1996 | Filip De Wilde        | RSC Anderlecht     | Belg            |
| 1997 | Franky Van der Elst   | Club Brugge        | Belg            |
| 1998 | Pär Zetterberg        | RSC Anderlecht     | Zweed           |
| 1999 | Pär Zetterberg        | RSC Anderlecht     | Zweed           |
| 2000 | Pär Zetterberg        | RSC Anderlecht     | Zweed           |
| 2001 | Marc Degryse          | Germinal Beerschot | Belg            |
| 2002 | Marc Degryse          | Germinal Beerschot | Belg            |
| 2003 | Timmy Simons          | Club Brugge        | Belg            |
| 2004 | Pär Zetterberg        | RSC Anderlecht     | Zweed           |
| 2005 | Pär Zetterberg        | RSC Anderlecht     | Zweed           |
| 2006 | Pär Zetterberg        | RSC Anderlecht     | Zweed           |
| 2007 | Frédéric Herpoel      | RAEC Mons          | Belg            |
| 2008 | Frédéric Herpoel      | RAEC Mons          | Belg            |
| 2009 | geen uitreiking       | geen uitreiking    | geen uitreiking |
| 2010 | Jef Delen             | KVC Westerlo       | Belg            |